# Embaixada do Nepal em Brasília
A Embaixada do Nepal em Brasília é a principal representação diplomática nepalense no Brasil. O embaixador atual é Tara Prasad Pokharel, no cargo desde setembro de 2016. Fica em uma casa alugada no Lago Sul, e foi instalada em 2010.

## Histórico
Brasil e Nepal estabeleceram relações diplomáticas em 1976, mas a embaixada nepalesa só foi fundada em Brasília em 2010 e a embaixada brasileira em Catmandu em 2011. O primeiro embaixador foi Pradhumna Bikram Shah.

## Serviços
A embaixada realiza os serviços protocolares das representações estrangeiras, como o auxílio aos nepaleses que moram no Brasil e aos visitantes vindos do Nepal e também para os brasileiros que desejam visitar ou se mudar para o país asiático - a comunidade brasileira no país é estimada em cerca de 75 cidadãos, com um crescente turismo relacionado a cultura e geografia do Nepal. A embaixada em Brasília é a única opção consular do Nepal no Brasil.
Outras ações que passam pela embaixada são as relações diplomáticas com o governo brasileiro nas áreas política e econômica, cultural e científica. As diplomacias discutem temas bilaterais, regionais e multilaterais, e os dois países mantém um acordo de cooperação técnica e tem uma pequena troca comercial, que chega a 2,4 milhões de dólares, principalmente de exportações para o Nepal.